# اشتنتسن‌گرایت
اشتنتسنگرایت (به آلمانی: Stenzengreith) یک منطقهٔ مسکونی در اتریش است که در وایتس واقع شده‌است. اشتنتسنگرایت ۱۳٫۱۳ کیلومتر مربع مساحت دارد ۹۸۸ متر بالاتر از سطح دریا واقع شده‌است.